# Prinzregentenstraße

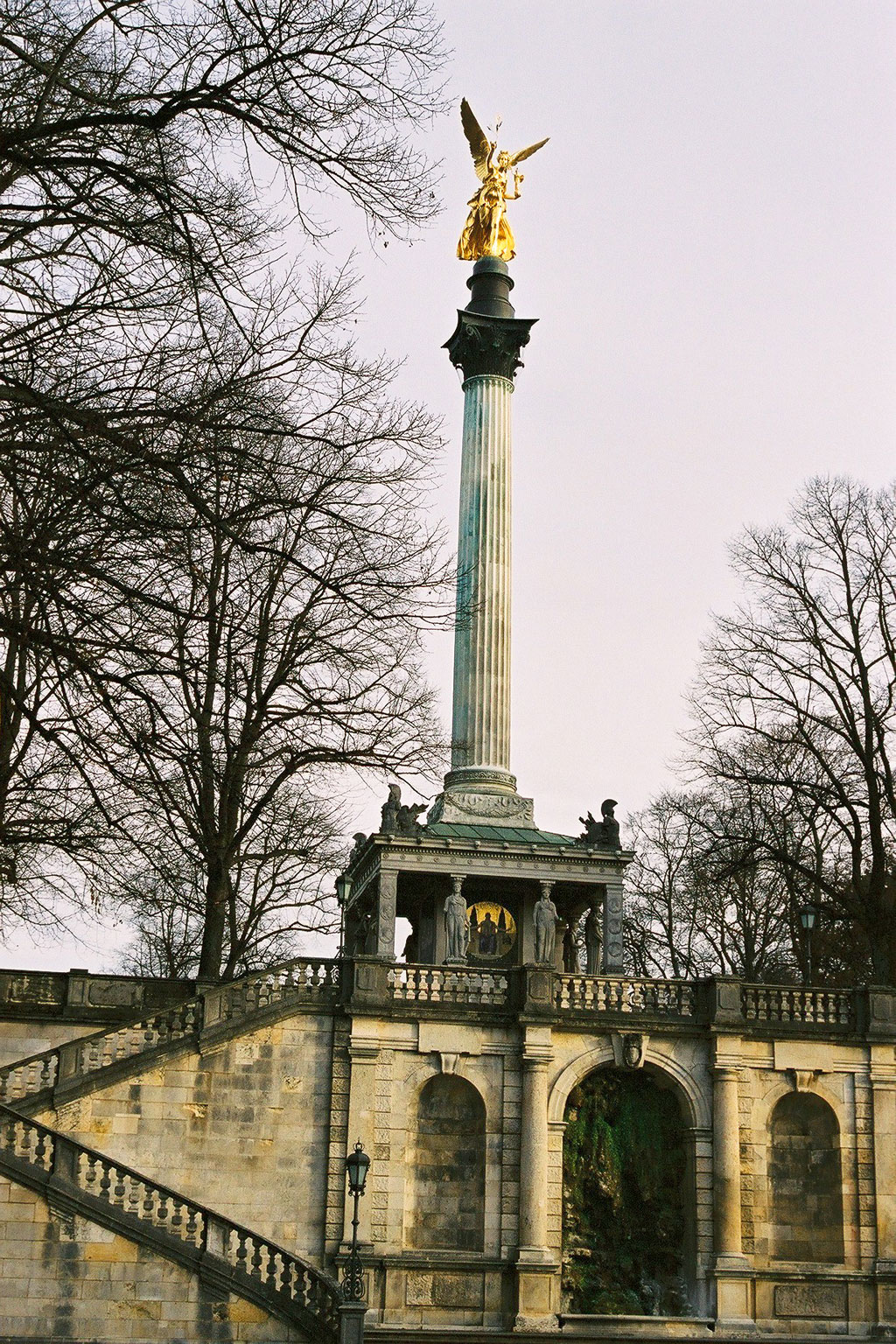
El ángel de la paz

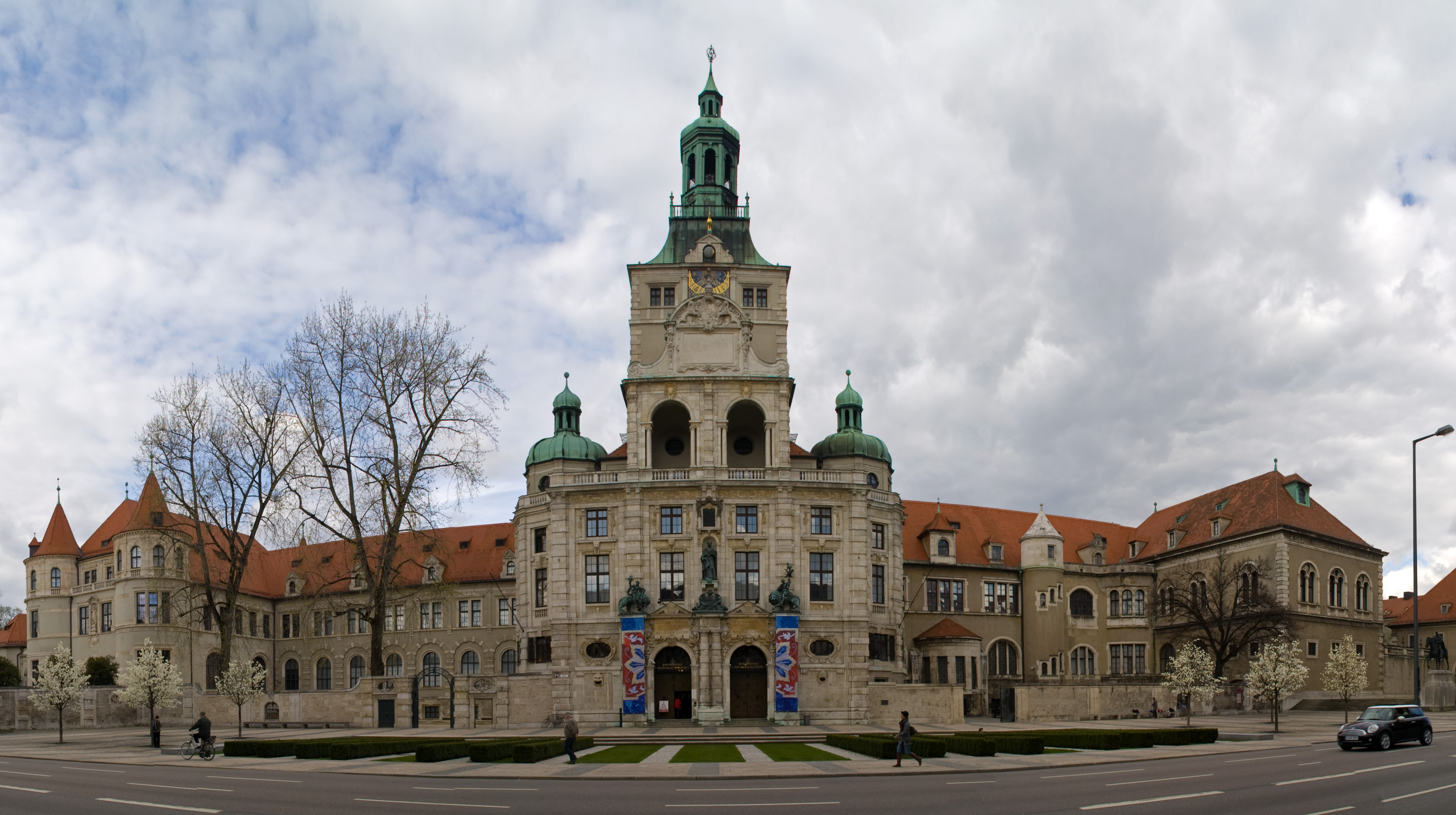
Museo Nacional Bávaro en Prinzregentenstrasse

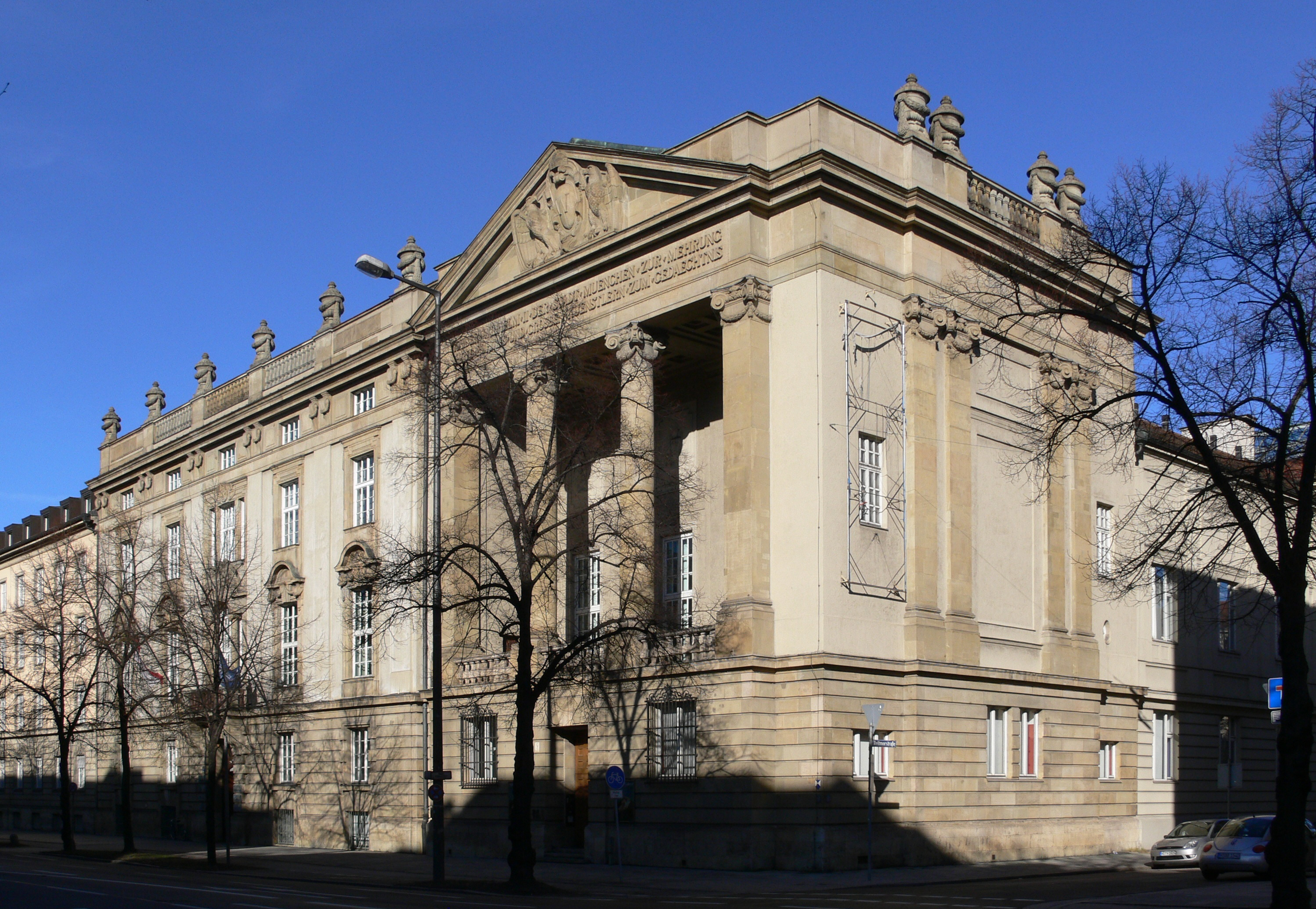
La galería Schack con importantes obras de arte

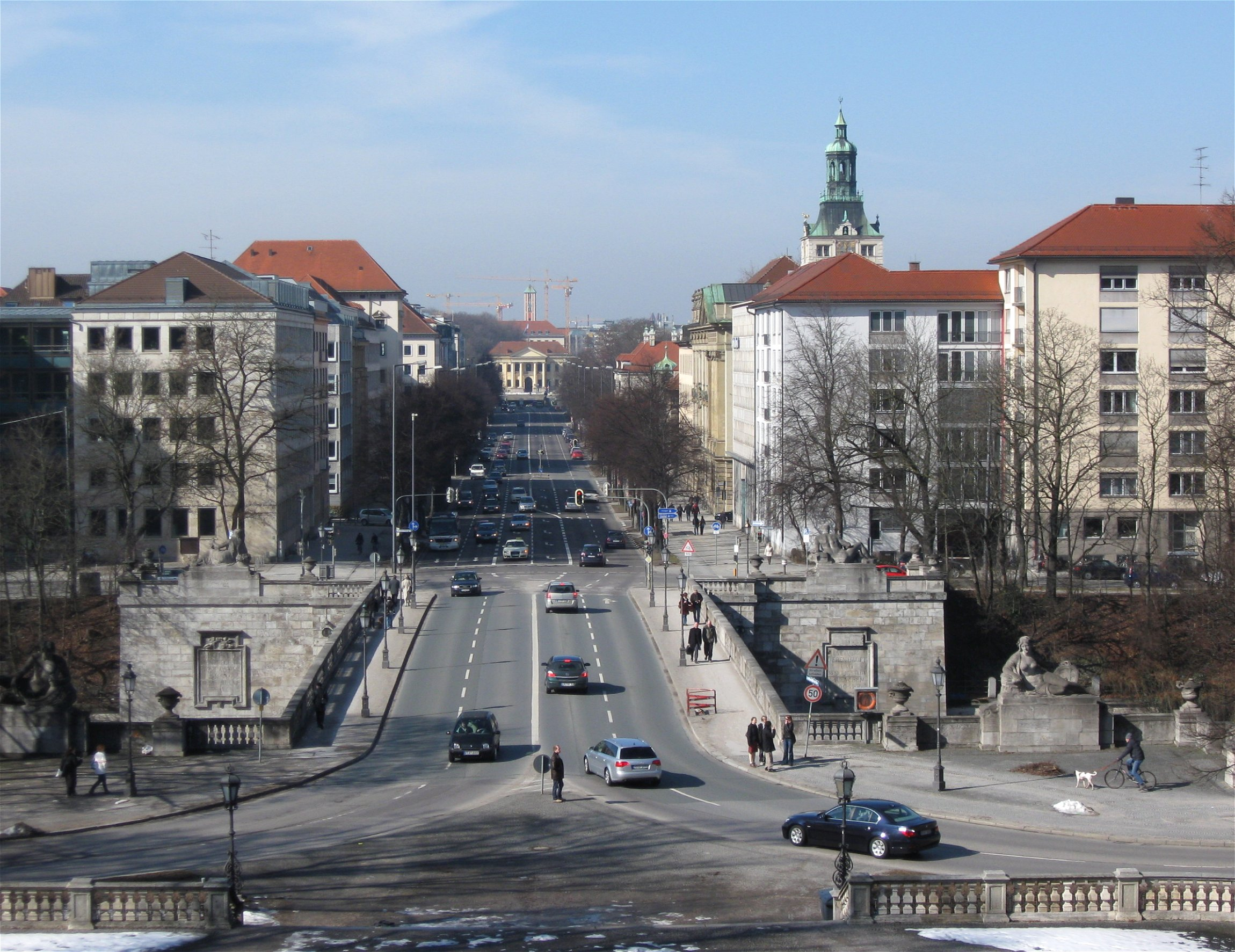
Vista hacia el oeste

La Prinzregentenstraße o Calle del Príncipe Regente es una avenida histórica del centro de Múnich, capital de Baviera en Alemania, en el distrito de Bogenhausen.
Creada en 1891, su conjunto edilicio está protegido como patrimonio arquitectónico nacional.

## Situación geográfica
Se ubica entre la Briennerstraße, la Ludwigstrasse y la Maximilian Strasse una de las cuatro avenidas principales del centro urbano de Múnich.
Va de oeste-este y se divide en tres partes: Se inicia en la Prinz-Carl-Palais y el Jardín Inglés.
La primera parte va del Luitpoldbrücke (Puente de Leopoldo de Baviera) al ángel de la paz en el este del Isar.
La segunda parte del Ángel de la Paz /  Plaza de Europa a la Plaza del Príncipe Regente.
La tercera de la Plaza del Príncipe Regente, cruza el anillo medio ( Richard Strauss-Straße ) y desemboca en el Vogelweideplatz, de la cual la calle Töginger inicia la autopista A 94.

## Historia
Los planes para construir un bulevar al este del Río Isar se remontan al año 1852. El Príncipe Regente Luitpold en 1890 dio la orden y la construcción comenzó en 1891. En contraste con Leopold Strasse, la avenida principal de su padre, Ludwig I y la Maximilian Strasse, la avenida de su hermano Maximiliano II, no estuvo prevista como un centro administrativo, refleja los ideales de la burguesía, pero fue una expresión de la buena relación entre la ciudadanía, especialmente la clase media alta y educada, y la casa de Wittelsbach. Al mismo tiempo que demuestra la prosperidad en el año 1900.
Adolf Hitler tuvo su residencia muniquesa en el número 16.

## Edificios más notables
- Haus der Kunst (Haus der Deutschen Kunst, Prinzregentenstr.1) (Paul Ludwig Troost, 1933-1937)
- Bayerisches Nationalmuseum (Prinzregentenstr.3) (Gabriel von Seidl, 1894-1900)
- Schackgalerie (Preußische Gesandtschaft, Prinzregentenstr.9) (Max Littmann, 1907-1909)
- Villa Stuck (Franz von Stuck)
- Prinzregenten-Theater (Max Littmann, 1900/01)
- Bayerisches Staatsministerium für Wirtschaft, Infrastruktur, Verkehr und Technologie
- Prinzregentenstadion
- Prinzregentenbad
- Iglesia San Gabriel
- Monumento a Richard Wagner por Heinrich Wadere (1865-1950)